# Dorothée de Saxe-Cobourg-Gotha
La princesse Dorothée de Saxe-Cobourg-Gotha (en allemand, Dorothea Maria Henriette Auguste Louise Prinzessin von Sachsen-Coburg und Gotha), née le 30 avril 1881 à Vienne et morte le 21 janvier 1967 à Dischingen, est le second et dernier enfant de Philippe de Saxe-Cobourg-Gotha et de Louise de Belgique. Elle est un membre de la maison de Saxe-Cobourg et Gotha, devenue princesse de Schleswig-Holstein par mariage.

## Biographie
Dorothée (surnommée Dora) naît au sein d'un couple vite désuni. Ses parents vont finir par divorcer en 1906. Dorothée a un frère aîné : Léopold né en 1878. Dorothée est la petite-fille de Léopold II, roi des Belges, et de la reine Marie-Henriette, cette dernière étant sa marraine. 

### Premières années
Durant son enfance, Dorothée est souvent laissée aux bons soins de sa grand-mère paternelle Clémentine et du docteur Braun le médecin personnel des Cobourg qui supervisent tous deux son éducation. Ses parents vivent de plus en plus éloignés l'un de l'autre. À partir de 1887, Dorothée et son frère sont élevés séparément. Dorothée reçoit une gouvernante qui exerce aussi le rôle d'institutrice. Elle a pour compagne de jeux sa cousine l'archiduchesse Élisabeth, sa cadette de deux ans. En 1890, Philippe de Saxe-Cobourg apprend que sa femme Louise entretient une liaison avec son propre aide de camp le baron Nicolas Döry. Lorsque cette liaison prend fin, Louise emmène souvent son fils Léopold pour de longues excursions dans leurs domaines hongrois. Dorothée est de nouveau laissée aux bons soins de tiers. En 1895, Louise rencontre le lieutenant Géza Mattachich qui va devenir son amant. L'année suivante, Dorothée effectue son premier grand voyage avec ses parents. Tous trois se rendent à Athènes où sont organisés les premiers Jeux Olympiques de l'ère moderne.

### Mariage

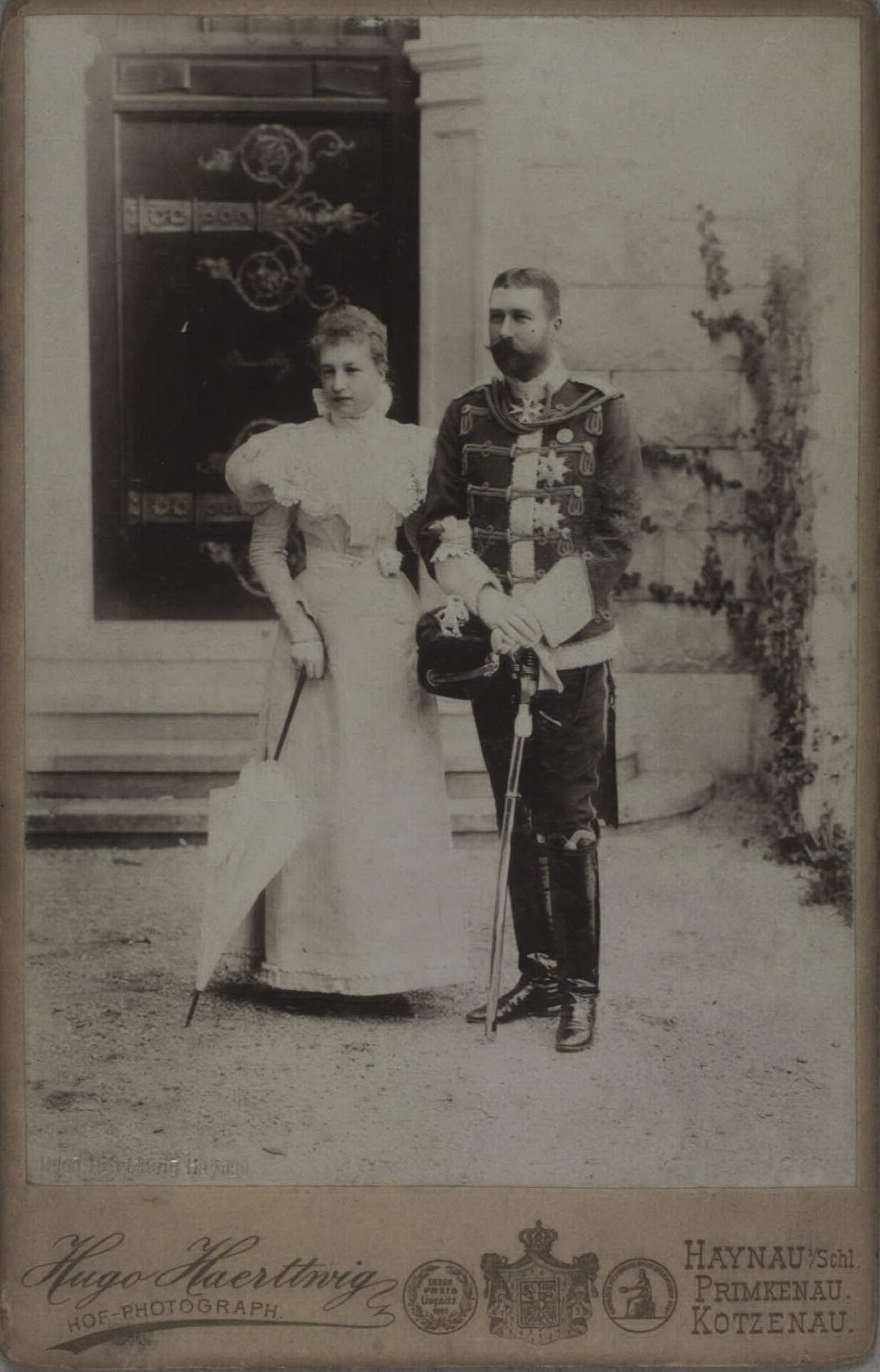
Ernest-Gonthier de Schleswig-Holstein et Dorothée en 1901.

Dorothée fait l'objet de projets matrimoniaux dès l’âge de 15 ans. Elle se fiance le 17 avril 1897 à Cannes et épouse à 17 ans, le 2 août 1898 à Cobourg, Ernest-Gonthier de Schleswig-Holstein (1863-1921) (appelé habituellement "Gunther"), fils de Frédéric-Auguste de Schleswig-Holstein-Sonderbourg-Augustenbourg et d'Adélaïde de Hohenlohe-Langenbourg. Ce mariage mixte (la mariée est catholique, le marié protestant) est demeuré sans postérité. En se mariant, Dorothée devient la belle-sœur par alliance de Guillaume II, car sa femme Augusta-Victoria est une sœur d'Ernest-Gonthier. Les jeunes mariés résident à Primkenau au Neues Schloß que le prince Gunther a fait édifier tout récemment et qui offre un confort moderne optimal. Le couple voyage fréquemment à travers l'Europe. Gunther est infidèle à son épouse et il entretient dès 1907 une liaison avec Erika von Sass, la dame d'honneur de Dorothée, sans que cette dernière ne s'en offusque.

### Après 1914
Durant la Première Guerre mondiale, Dorothée soigne, à l'instar de nombreuses aristocrates, des blessés de guerre accueillis au domaine de Primkenau, tandis que son mari combat sur divers fronts. En novembre 1920, Dorothée et son mari adoptent Marie-Louise (8 décembre 1908 – 29 décembre 1969) et Jean-Georges (24 juillet 1911 – 23 juin 1941), deux des enfants d'Albert de Schleswig-Holstein-Sonderbourg-Glücksbourg, cousin de Gunther, lequel s’est retrouvé prématurément veuf. Les enfants sont élevés au domaine de Primkenau, mais leur acte d'adoption stipule qu'ils n'hériteront ni des titres, ni des propriétés qui y sont attachées. Marie-Louise (Minny) et son frère Jean-Georges (Hans) disposent de leurs propres appartements et reçoivent des cours privés dispensés par des professeurs engagés à cet effet. La santé de Gunther décline et il souffre de diverses pathologies à l'issue de la guerre. Il meurt le 22 février 1921 à Primkenau. Dorothée doit alors faire face à de nombreux soucis financiers dus à la mort de son mari et à la situation économique générale en Allemagne. En 1933, Dorothée quitte le Neues Schloß de Primkenau pour s'installer au Palais des princes de la même ville. Après la Seconde Guerre mondiale, Dorothée et quelques fidèles s'installent au Hohes Schloß à Dischingen où elle meurt le 21 janvier 1967.